# 洛斯利亞尼托斯
洛斯利亞尼托斯（西班牙語：Los Llanitos），是巴拿馬的城鎮，位於該國中東部，由西巴拿馬省的聖卡洛斯區負責管轄，面積61.6平方公里，海拔高度291米，2010年人口3,264，人口密度每平方公里53人。